# Sidoni de Saint-Saëns
|  | Per a altres significats, vegeu «Sidoni». |

Sidoni de Jumièges, en francès saint Saëns i en llatí Sidoneus (Irlanda o Escòcia, s. VII - Saint-Saëns, Normandia, ca. 684) fou un monjo, venerat com a sant per diverses confessions cristianes.

## Biografia
Sidoni havia nascut a Irlanda o Escòcia al segle vi. Raptat per pirates, fou venut com a esclau a monjos de l'abadia de Jumièges (Sena Marítim, Alta Normandia), de l'Orde de Sant Columbà, que el van comprar, com feien sovint, per deixar-lo lliure immediatament. Sidoni, lliure, va decidir de quedar-se a l'abadia i fer-se monjo, prenent com a director espiritual Filibert de Tournus.
Va viatjar per diversos monestirs i a Roma, acompanyant Aldoè de Rouen qui, en tornar, el va nomenar abat d'un monestir fundat per Columbà de Luxeuil prop de Rouen, que donà lloc a l'actual Saint-Saëns (Sena Marítim).
Sidoni va fundar altres monestirs. Va morir a Saint-Saëns poc després de 684.